# Muscle Museum (мініальбом)
Muscle Museum EP  — другий мініальбом англійського альтернативного рок-гурту Muse. Обмежений наклад з 999 пронумерованих вручну копій було видано 11 січня 1999 звукозаписним лейблом «Dangerous Records». Пронумеровані диски були продані в місцевих магазинах і на концертах. Ненумеровані примірники було передано на радіостанції та журналістам. 
Деякі CD-R були зроблені на студії звукозапису Sawmill до виходу мініальбому. Промо CD-R з кольоровою коробкою для диска також були зроблені в Motor в Німеччині, хоча сам мініальбом там не було видано. Чотири з п'яти оригінальних пісень — «Muscle Museum», «Sober», «Uno» і «Unintended» — були перезаписані для дебютного повноформатного альбому Showbiz. «Instant Messenger» перевидано як бі-сайд до альбому під назвою Pink Ego Box. 
Метью Белламі передав копію міні-альбому до приймальні студії BBC Radio 1, попрохавши віддати його DJ Стіву Лемакку. Коли Белламі й Кріс почули, як Лемакк грає його кілька місяців по тому, це стало для них сюрпризом. Після виходу в ефір на шоу Лемакка, всі диски в магазинах були продані, а заголовний трек Muscle Museum увійшов до інді-чарту NME на 3-ю позицію, поступившись першим місцем тільки Mercury Rev і Фетбою Сліму.

## Список пісень
Автор музики і слів Метью Белламі.
| #     | Назва               | Тривалість |
| ----- | ------------------- | ---------- |
| 1.    | «Muscle Museum»     | 4:20       |
| 2.    | «Sober»             | 4:02       |
| 3.    | «Uno»               | 3:40       |
| 4.    | «Unintended»        | 3:57       |
| 5.    | «Instant Messenger» | 3:31       |
| 6.    | «(Muscle Museum)#2» | 1:21       |
| 20:51 |                     |            |

| #     | Назва               | Тривалість |
| ----- | ------------------- | ---------- |
| 1.    | «Muscle Museum»     | 3:58       |
| 2.    | «Sober»             | 4:03       |
| 3.    | «Uno»               | 3:38       |
| 4.    | «Unintended»        | 3:57       |
| 5.    | «Instant Messenger» | 3:30       |
| 19:06 |                     |            |

| #  | Назва                   | Тривалість |
| -- | ----------------------- | ---------- |
| 1. | «Muscle Museum»         |            |
| 2. | «Instant Messenger»     |            |
| 3. | «Cave»                  |            |
| 4. | «Untitled (Unintended)» |            |
| 5. | «Sober»                 |            |
| 6. | «Uno»                   |            |

| #     | Назва                                   | Тривалість |
| ----- | --------------------------------------- | ---------- |
| 1.    | «Muscle Museum»                         | 4:22       |
| 2.    | «Muscle Museum (Live Acoustic Version)» | 4:44       |
| 3.    | «Do We Need This?»                      | 4:15       |
| 4.    | «Pink Ego Box»                          | 3:30       |
| 5.    | «Con-Science»                           | 4:51       |
| 6.    | «Minimum»                               | 2:44       |
| 24:26 |                                         |            |

## Персонал
| Muse - Метью Белламі — вокал, гітара, піано, орган Хаммонда, меллотрон, продюсування. - Кріс Волстенголм — бас, бек-вокал, продюсування. - Домінік Говард — барабани, продюсування. | Додатковий персонал - Пол Рів — продюсування, мікшування, бек-вокал на «Unintended» і «Instant Messenger»; - Джон Корніфілд — мастеринг; - Марк Томас — звукорежисер; - Стів (Connerdesign) — обкладинка альбому, дизайн; - Філ Ендрюс — фотограф. |

## Деталі випуску
| Регіон          | Дата          | Лейбл     | Формат | Каталог     |
| --------------- | ------------- | --------- | ------ | ----------- |
| Велика Британія | 11 січня 1999 | Dangerous | CD     | DREXCDEP104 |